# امپراتور سوئیزی
امپراتور سوئیزی (به ژاپنی: 綏靖天皇، Suizei-tennō)، بر اساس سنت فهرست امپراتوران ژاپن دومین امپراتور افسانه ای ژاپن بود.
در مورد این امپراتور به دلیل فقدان مطالبی که برای بررسی و بررسی بیشتر وجود دارد، اطلاعات بسیار کمی در دست است. وی بیان می‌کند که سوئیزی پس از دریافت لقب [ولیعهد] توسط برادر ناتنی‌اش، به دلیل شجاعت در قتل، امپراتور شد. سلطنت سوئیزی در سال ۵۸۱ قبل از میلاد آغاز شد، او یک همسر و یک پسر داشت که ظاهراً پس از مرگ او در سال ۵۴۹ قبل از میلاد، امپراتور آنیی شد.

## روایت افسانه ای
در حالی که «کوجیکی» اطلاعات کمی در مورد سوئیزی ارائه می‌دهد، نام، شجره‌نامه و سابقه ای در مورد به سلطنت رسیدن او را بیان می‌کند. او در سال ۶۳۲ قبل از میلاد به دنیا آمد و یکی از پسران امپراتور جینمو و همسر اصلی او هیمتاتارایسوزو هیمه بود. در گزارش کوجیکی آمده است که برادر بزرگتر سوئیزی، کاموییمی، در اصل ولیعهد بوده است. هنگامی که امپراتور جینمو درگذشت، یکی دیگر از پسرانش به نام تاگیشیمیمی تلاش کرد تا تاج و تخت را با قتل کسانی که در راه او بودند، تصاحب کند. تاگیشیمیمی توسط همسری کوچکتر جینمو به نام آهیراتسو هیمه به دنیا آمد بود و از نظر سنی از وارث قانونی امپراتور جینمو بزرگتر بود. هنگامی که هیمتاتارایسوزو-هیمه از این نقشه مطلع شد، بیهوده سعی کرد پسرانش را از طریق آهنگ و شعر هشدار دهد. در حالی که سوئیزی کاموییمی را تشویق کرد تا تاگیشیمیمی را به قتل برساند، اما نتوانست این جرئت را در او ایجاد کند که برادر ناتنی خود را به قتل برساند. سوئیزی از برادر بزرگترش کاموییمی، اسلحه ای که قرار بود برای قتل استفاده کند درخواست کرد و پس از دریافت آن قتل تاگیشیمیمی را برای کاموییمی انجام داد. کاموییمی مدت کوتاهی پس از آن حقوق خود را به عنوان ولیعهد به سوئیزی واگذار کرد زیرا معتقد بود برادر کوچکترش باید امپراتور جدید باشد.